# سیارک ۲۴۳۸
سیارک ۲۴۳۸ (به انگلیسی: 2438 Oleshko، نامگذاری:1975VO2) دو هزار و چهارصد و سی و هشتمین سیارک کشف شده‌است که در ۲ نوامبر ۱۹۷۵ کشف شد.
قدر مطلق سیارک برابر ۱۲٫۹۰ است.